# God's Own Country
God's Own Country is een Britse film uit 2017, geschreven en geregisseerd door Francis Lee.

## Verhaal
De jonge Johnny Saxby woont samen met zijn zieke vader en grootmoeder op een boerderij in Yorkshire, Engeland. De communicatie tussen vader en zoon verloopt stroef en de vader geeft meestal enkel kritiek op zijn zoon. Johnny leeft gefrustreerd zijn dagelijks routine die zich buiten het werk op de boerderij beperkt tot oppervlakkige seksuele relaties en het drinken in de kroeg. In het voorjaar wordt een nieuwe Roemeense boerenknecht aangenomen en tussen de twee groeit een intense verhouding die grote invloed heeft op Johnny.

## Rolverdeling
| Acteur         | Personage        |
| -------------- | ---------------- |
| Josh O'Connor  | Johnny Saxby     |
| Alec Secareanu | Gheorghe Ionescu |
| Ian Hart       | Martin Saxby     |
| Gemma Jones    | Deidre Saxby     |

## Productie
De film is het speelfilmdebuut van Francis Lee en gedeeltelijk gebaseerd op zijn persoonlijk leven omdat hij ook de keuze moest maken om te blijven werken op de familieboerderij of te gaan studeren aan de toneelschool. De filmopnamen gingen van start in maart 2016 in Yorkshire.
God's Own Country ging op 23 januari 2017 in première op het Sundance Film Festival in de World Cinema Dramatic Competition waar hij de prijs voor beste regie kreeg. De film won een groot aantal prijzen op internationale filmfestivals en kreeg positieve kritieken van de filmcritici met een score van 99% op Rotten Tomatoes, gebaseerd op 91 beoordelingen.

## Prijzen en nominaties
De belangrijkste:
| Jaar | Prijs                          | Categorie                     | Genomineerde(n) | Uitslag  |
| ---- | ------------------------------ | ----------------------------- | --------------- | -------- |
| 2018 | Satellite Awards               | Beste film                    | Beste film      | Gewonnen |
| 2017 | Sundance Film Festival         | Beste regie (World Dramatic)  | Francis Lee     | Gewonnen |
| 2017 | Filmfestival van Berlijn       | Männer lezersprijs            | Francis Lee     | Gewonnen |
| 2017 | British Independent Film Award | Best British Independent Film | Francis Lee     | Gewonnen |
| 2017 | British Independent Film Award | Beste acteur                  | Josh O'Connor   | Gewonnen |
| 2017 | British Independent Film Award | Beste debuutscenario          | Francis Lee     | Gewonnen |
| 2017 | British Independent Film Award | Beste geluid                  | Anna Bertmark   | Gewonnen |